# Samhain Catenae
Le Samhain Catenae sono una struttura geologica della superficie di Cerere.